# 劉纂
劉 纂（りゅう さん、生没年不詳）は、中国三国時代の呉の武将。妻は孫権の娘（次女）・孫魯育の二人が確認されている。

## 生涯
嘉禾4年（235年）、廬陵郡の李桓と路合・会稽郡の随春・南海郡の羅厲らの賊徒が時を同じくして蜂起した。孫権は呂岱に詔を下し、劉纂・唐咨らを指揮してそれぞれに分かれて討伐させた。随春はただちに罪を認めて降伏し、偏将軍に任ぜられたが、李桓や羅厲らは捕えられてさらし首となった。
孫権の娘を娶っていたが、最初の妻は早くに死去した。朱拠が亡くなると、劉纂は朱拠の妻であった孫魯育を娶って継室とした。
五鳳2年（255年）、蜀漢からの使者が公式訪問のために後にやってくると、将軍の孫儀・張怡・林恂らは使者との会見の席で孫峻を暗殺する計画を立てた。しかし計画は漏れ、孫儀らは自殺し、数十人が連座となったが、この時に妻の孫魯育は姉の孫魯班の讒言により処刑された。
太平元年（256年）8月、丞相の孫峻は征北大将軍の文欽・驃騎将軍の呂拠・車騎将軍の劉纂・鎮南将軍の朱異・前将軍の唐咨らに江都を出発させ、淮水・泗水流域に進出させた。しかし9月、孫峻が病没したため召還された。
呂拠は孫峻が死んだ後に孫綝が朝廷の実権を握ったと聞いて怒り、滕胤に手紙を送り、共に挙兵して孫綝を倒そうと持ちかけた。この動きを察知した孫綝は、呉帝孫亮に詔勅を出させ、劉纂・唐咨・文欽に呂拠を追討させた。同年10月、さらに将軍の孫憲・丁奉・施寛らが派遣されて呂拠を迎撃し、将軍の劉丞が滕胤を討伐した。かくて滕胤は敗北して一族皆殺しとなり、呂拠は自殺した。
宝鼎元年（266年）正月、司馬昭の弔問のため、大鴻臚の張儼と五官中郎将の丁忠を西晋への使者として送った。帰国後丁忠は西晋が防戦の備えを怠っているとして、孫晧に弋陽への侵攻を勧めた。孫晧はこの軍事行動について群臣らの評議にかけたところ、車騎将軍の劉纂は賛成したが、鎮西大将軍の陸凱が反対した。孫晧は内心では劉纂の意見を取り上げたいと思っていたが、蜀漢が平定されて間もないことから躊躇しているうちにそのまま沙汰やみとなった。
その後の記述はなく、動向は不明である。

## 名書家
劉纂は呉では著名な書道家でもあり、少し後の時代の東晋の丹陽人の葛洪や、同時代の皇象・岑伯然・朱季平らとともに呉の書道家の代表として評価された。
また中原の書道家の権威であった鍾繇・胡昭・張芝・索靖らとも並び称されて、「各一邦之妙」（各一国のみごとな芸）と認められていた。